# Stirexephanes melanarius
Stirexephanes melanarius là một loài tò vò trong họ Ichneumonidae.